# 蔑兒乞
蔑兒乞（解释为神射手），古代的一個民族族群，又稱蔑兒乞人。蔑兒乞是十世紀至十三世紀在今大約北亚的一個遊牧部族，活動的地方是鄂爾渾河流域與色楞格河（西北邻吉利吉斯、东北领近秃马惕等部，南接克烈部，正西连乃蛮部，东抵蒙古乞顏部）。又名蔑兒乞惕、滅里吉、韈劫子，在遼代被稱梅里急、密兒紀。有三大姓氏的部族：兀都亦惕、兀窪思（兀兒思）、合阿惕。源出突厥語系的鐵勒，可能來自木馬突厥三部落裡的弥列哥，元代陶宗儀把他們歸屬蒙古七十二種。

## 名称
族名“蔑兒乞”（羅馬化：merged）是蒙古语“墨尔根”（羅馬化：mergen，意为“智慧/神射手”）的复数。此词还见于许多短语，带有魔法、神谕、占卜、预言等宗教色彩。蒙古语的名词与形容词没有明确的形态或语法分别，该词既可以指“贤人”或“大师”，也可以指“智慧的”或“娴熟的”。一般来说“墨尔根”通常指在事务上有技巧、有智慧的人。一说该词是从古突厥语借入蒙古语之中的（原意为聪明），另一说该词源自古蒙古语，後被其他语言借用。

## 歷史

### 部族起源
蔑兒乞很早出現，源出突厥語系的鐵勒，可能來自木馬突厥三部落裡的弥列哥。六世紀時，东罗马帝国史家提出中國邊境有一個木乞里（靺鞨部），546—552年大茹茹国被突厥消滅，大批柔然人逃亡此部，人極好戰。也有人說他們是原西伯利亞人（楚科奇人）與通古斯人。他們的得名有人說是墨爾根，即是「神射手」。有名人物是脫黑脫阿、忽都、赤勒格兒。       
據《新五代史》的記載，韈劫子是一個兇強的部族，其人用大弓長箭，殺死他族人再生食其肉。

### 遼金時期的蔑兒乞
蔑兒乞是成吉思汗的乞顏部的世仇，經常互相攻擊。也速該曾劫走蔑兒乞人也客赤列都的妻子訶額侖。多年後，也客赤列都之兄脫黑脫阿為了報復，襲擊鐵木真的營帳，搶去他的妻子孛兒帖和別勒古台的母親。脫黑脫阿把孛兒帖，送交另一個弟弟赤勒格兒孛闊為妻，後來鐵木真聯合札木合和王汗襲擊蔑兒乞人的部落，搶回了孛儿帖。中途生下了朮赤。他們也曾掠走王汗，逼迫他杵米。他们游牧也养鹿与打猎。
脫黑脫阿戰敗後，逃亡乃蠻部太陽汗處。太陽汗死後，再逃往太陽汗的弟弟不亦魯黑汗處，和屈出律過流亡日子。脱黑脱阿和屈出律来到不黑都儿麻河畔，企圖持續反抗。1205年成吉思汗發兵追捕，殺死了脫黑脫阿，脫黑脫阿的两个儿子忽都與赤刺溫無法埋葬也来不及運走他的尸体，匆忙间只好砍下他的头，向遗体作最后的告别。和鐵木真對抗了幾十年的脫黑脫阿成為無頭鬼。蔑兒乞人和乃蛮人向西南方向逃生，许多人在搶渡额尔齐斯河时淹死。忽都，赤刺溫兄弟先前往畏兀兒，被逐出，在欽察草原以東的伏尔加河—乌拉尔河河畔以东流亡了十多年。

### 滅亡

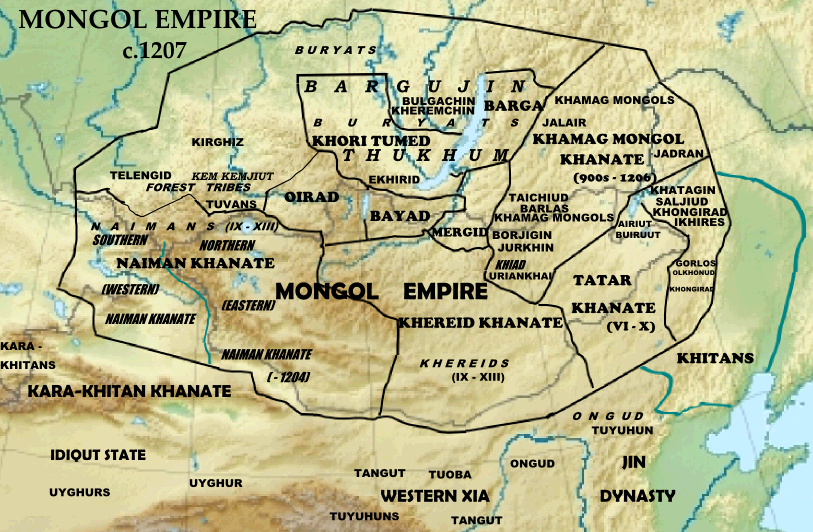
1207年的蒙古高原部落

1217年，成吉思汗派兀良哈部的速不台追殺蔑兒乞人，忽都、赤刺溫兄弟在巴爾喀什湖附近被殺；另一位兄弟忽勒突罕蔑儿干被朮赤收留，帶回蒙古乞顏部领地，后被殺；少數蔑兒乞人逃往欽察部，蔑兒乞部正式解散。有些蔑兒乞人逃亡伏尔加河中游森林的今萨马拉附近的伏爾加保加利亞-欽察，有些逃亡克烈部，哈薩克汗國阿巴克克烈部有蔑兒乞人，有些逃亡衛拉特。有幾位蔑兒乞人很著名，忽蘭是元太祖成吉思皇帝很喜歡的妃子，生一子名闊烈堅，斡兀立海迷失，是元定宗貴由的皇后，另外是元惠宗朝的伯顏與脫脫、马札儿台。元昭宗爱猷识理达腊和元天元帝脱古思帖木儿时期时代还有少数蔑儿乞人。大部份蔑兒乞人被流散到中亞各個蒙古和突厥语族人部族中。

## 著名人物
- 脫黑脫阿：蔑兒乞部兀都亦惕氏的首領。
- 也客赤列都：脫黑脫阿弟，訶額侖原配。
- 赤勒格兒孛闊：脫黑脫阿弟，曾迎娶被劫來的孛兒帖。
- 忽蘭：成吉思汗可敦，第二斡兒朵之首，地位僅次於孛兒帖。
- 曲出：訶額侖四養子之一。
- 伯顏：（13世紀？－1340年），是元朝元惠宗妥權帖木爾时期的丞相。
- 脫脫：（1314年－1355年）亦作托克托，亦作脫脫帖木兒，蔑里乞氏，字大用，是伯顏的姪子，蒙古蔑兒乞人。元朝丞相。

## 外部連結
- 國學網:《新五代史·卷七十三·四夷附录第二》 （页面存档备份，存于）